# Махтіна Євгенія Наумівна
Євгенія Наумівна Махтіна (20 січня 1931, Київ — 15 квітня 2023, Київ) — українська кінознавиця і журналістка.

## Життєпис
Народилась 20 січня 1931 р. в Києві в родині службовців.
Закінчила філологічний факультет Київського державного університету ім. Т. Г. Шевченка (1953).
Працювала у газетах: «Київська правда», «Вечірній Київ», «На екранах України» (1954—1986).
З 1986 р. — у пресцентрі Спілки кінематографістів України.
Була прес-секретарем Міжнародного фестивалю анімаційний фільмів «Крок».
Автор статей з питань кіномистецтва у збірниках і періодичній пресі, книги «Щасливої долі» (К., 1979), довідника «Спілка кінематографістів України» (К., 1985, у співавт.), перекладів ряду зарубіжних творів для випусків: «Кинодетектив» (К., 1993—1996).
Секретар комісії по преміях ім. І. Миколайчука.
Член Національних спілок журналістів і кінематографістів України.
Померла 15 квітня 2023 року у Києві.